# Alien Abduction
Alien Abduction is een Amerikaanse film uit 2005 van The Asylum met Megan Lee Ethridge.

## Verhaal
Jean wordt samen met haar vrienden ontvoerd door buitenaardse wezens. Later ontwaakt ze in een militair ziekenhuis. Hier ondergaan ze een aantal tests en probeert het leger hun herinneringen te wissen.

## Rolverdeling
| Acteur             | Personage |
| ------------------ | --------- |
| Megan Lee Ethridge | Jean      |
| Griff Furst        | Todd      |
| Marissa Morse      | Britney   |
| Patrick Thomassie  | Bud       |
| Jilon VanOver      | Thomas    |